# Пијрисар
Пијрисар (ест. Piirissaar; рус. Пийрисар) естонско је острво смештено у јужном делу акваторије Чудског језера (односно језера Пејпси). Са површином од 7,76 км² друго је по величини острво у Чудско-псковском језерском систему, одмах после руског острва Колпина. Налази се на око 15 километара источно од ушћа реке Емајиги. Највша тачка острва налази се на свега 4,2 метра надморске висине, док је просечна висина острва од 1 до 2 метра изнад нивоа језера. Административно припада округу Тартума.
Први насељеници на острву били су руски староверци који су на острво дошли током Великог северног рата, у периоду црквених реформи московског патрјарха Никона. Чак и данас већину становништва острва чине управо староверци. Према статистичким подацима са пописа становништва из 2011. на острву су живела 53 становника, готово сви на источној обали острва. на острву се налазе и три села – Пири, Саре и Тони. Становништво острва се углавном бави риболовом и узгојем поврћа.
У фебруару 1944. острво је претрпело велика разарања услед нацистичког бомбардовања.
Острво Пијрисар од 1991. има статус резервата природе и део је програма ЕУ о заштити природе Натура 2000.